# 顿河区舰队
顿河区舰队（Дoнская Bоенная Флотилия）是苏联/俄罗斯海军的一支区舰队。历史上多次组建。

## 1733年-1739年
1735年拥有船79艘，包括大平底船9艘、小平底船6艘、大桡木船35艘、轻快划船29艘

## 1768年-1783年
组建时有船132艘。

## 1919年3月-1919年8月
有350人。

## 1920年3月—1921年6月
重建时称顿河－亚速海区舰队，船17艘。1920年5月编入里海－亚速海军。 